# El cobarde heróico
El cobarde heroico (título original Royal Flash) es una película de 1975 basada en la segunda novela de Harry Flashman (del mismo nombre, 1970) de George MacDonald Fraser. Está protagonizada por Malcolm McDowell como Flashman. Además, Oliver Reed apareció interpretando a Otto von Bismarck, Alan Bates a Rudi von Sternberg y Florinda Bolkan a Lola Montez. Fraser escribió el guion y la película fue dirigida por Richard Lester.

## Argumento
La película comienza con Flashman dando un discurso patriótico a los chicos de Rugby School enmarcado por una gigantesca bandera de la Unión, en una escena que parece ser una parodia de la secuencia inicial de la película de 1970 Patton. Hay un breve flashback de los eventos del Flashman original, con el director de la Escuela de Rugby (Michael Hordern) contando las hazañas de Flashman en Afganistán. 
Luego, la película sigue la trama del libro, que a su vez se deriva en gran medida de El prisionero de Zenda. Otto von Bismarck obliga a Flashman a hacerse pasar por un príncipe danés, que está a punto de casarse con una princesa alemana (Britt Ekland). Bismarck cobra esta retribución en parte en venganza por la humillación a manos de Flashman en Londres; Flashman robó a la amante de Bismarck, Lola Montez, y luego lo llevó a boxear contra un boxeador profesional, John Gully (interpretado por Henry Cooper), en una fiesta en casa. Bismarck no desea que la princesa se case con un danés, ya que esto puede inclinar la balanza sobre la cuestión de Schleswig-Holstein e interferir con sus planes para una Alemania unida.